# Tomás Antonio de Lezica
El comerciante Tomás Antonio de Lezica fue uno de los principales agentes de las Provincias Unidas del Río de la Plata en España en las primeras dos décadas del movimiento emancipador y tuvo un papel fundamental tanto en suministrar a los patriotas información de carácter reservado sobre los planes y medidas de la monarquía, como en boicotear los proyectos destinados a la reconquista de Buenos Aires.

## Biografía
Tomás Antonio de Lezica nació en Buenos Aires el 24 de diciembre de 1779, hijo de Juan Antonio de Lezica y Ozamiz y María Rosa Victoria de la Torre y Tagle. Tuvo numerosos hermanos y hermanas: María Rufina, Ambrosio José, María Manuela, María de las Nieves, Andrés Ramón, Manuel Marcelino, Pedro Casto, Ciriaco Lázaro, Ana María, Juan Antonio, José Gabino y Miguel Jerónimo. De muy pequeño fue enviado a España junto con Andrés Arguibel y permaneció en Cádiz para su educación formal y su formación en el negocio del comercio de ultramar, en el que su familia destacaba particularmente.
De regreso como "vecino del comercio" asistió al Cabildo abierto del 22 de mayo de 1810, donde adhirió al voto de Cornelio Saavedra. 
Volviendo a España en el buque inglés Lady Warren fue capturado en octubre de 1816 por un corsario español. Una vez libre, volvió a Cádiz.
De acuerdo a instrucciones de Juan Martín de Pueyrredón, Director Supremo de las Provincias Unidas del Río de la Plata, recibidas a través de su hermano Ambrosio, con Arguibel trabajaron activamente para subvertir el ejército que se levantaba para la "Expedición Grande" que previsiblemente se enviaría contra las Provincias Unidas del Río de la Plata:

"Emprendí por fin la obra de insurreccionar el mismo ejército que debía obrar nuestra ruina. D.Ambrosio Lezica, negociante de esta ciudad, fue encargado de dirigirse à su hermano D. Tomás, establecido en Cádiz, para iniciar sus relaciones con los gefes de aquel ejército...Los señores D. Tomás Lezica y D.Andrés Arguibel, naturales de Buenos Aires y establecidos con crédito en la plaza de Cádiz, fueron los agentes que llevaron á su término aquella riesgosa empresa. Fueron facultados para invertir las sumas de dinero que fuesen necesarias y autorizados para empeñar la responsabilidad del gobierno á todo lo que obrasen conducente al intento. La eficacia y destreza con que se manejaron apareció en el resultado. El ejército de la Isla de León se insurreccionó, la terrible espedicion que nos amenazaba se convirtió en daño del mismo que la formó y la República Argentina se vio por este medio libre y triunfante de sus enemigos. ¡Honor eterno a los nombres de Lezica y Arguibel entre los amigos de la libertad!"
Juan Martín de Pueyrredón, Refutación a una atroz calumnia hecha con demasiada ligereza a un general de la República Argentina por Mr. Alejandro H. Everett, ministro plenipotenciario de los Estados Unidos de Norteamérica en la Corte de España.

Las acciones de Lezica y Arguibel fueron exitosas:

"Los agentes ocultos de las provincias americanas derramaban el oro para acrecer la repugnancia y el descontento de los militares, y el comercio gaditano y malagueño prodigaba también sus caudales para impulsar el cambio que deseaban."
Adolfo de Castro, Historia de la ciudad y provincia de Cádiz desde 1814 hasta el día, Cádiz, 1859, página 30.

El 24 de junio por intermedio de Ambrosio Lezica, Arguibel envió desde Gibraltar un informe al Director Rondeau donde aseguraba que la gran expedición de reconquista finalmente no se realizaría, que el ejército marcharía pronto sobre la Corte y que una de las primeras providencias del nuevo gobierno que se instalase sería suspender las hostilidades con los americanos pues así se había pactado de antemano.
Mientras la conspiración fracasaba en España, en Buenos Aires Rondeau envió a través de Pablo Vázquez copia de la carta de Arguibel a Carlos María de Alvear, radicado entonces en Montevideo. 
La noticia de que "un agente del gobierno porteño en Gibraltar" informaba que la Expedición Grande finalmente no se realizaría se filtró hasta el espía español Juan Bautista de Arechaga quien consiguió obtener copia de la carta, que aparecía firmada con una "A". Tras nuevas averiguaciones pudo identificar al remitente, Andrés Arguibel.
Pronto Arechaga estuvo en condiciones de denunciar al conde de Casa Flórez, encargado de negocios español en la corte portuguesa, que "Arguibel era un revolucionario exaltadísimo y de gran talento y se hallaba empeñado en fomentar partido contra el rey y servir a los independientes, que había facilitado la fuga a Buenos Aires de Tomás Lezica y de un tal Salvadores."
No obstante cuando llegaron los detalles de la investigación de Arechaga, ya había madurado el movimiento del 1 de enero de 1820 iniciado por Rafael de Riego.
En apoyo del pronunciamiento de Riego, Arguibel y Lezica contribuyeron con mil pares de zapatos y doce mil duros, "hecho que puso muy al descubierto la protección de los americanos al alzamiento de las tropas y que hizo perder a su causa más simpatías que socorro había éste recibido"
En Buenos Aires casó el 12 de junio de 1824 con la gaditana Dolores de Segovia y Maldonado, regresando a Cádiz donde murió en el año 1830.